# Scoutmethode
De scoutmethode is een informeel educatiesysteem ontwikkeld door Robert Baden-Powell.
De methode probeert jonge mensen te ondersteunen in hun sociale, morele, fysieke, verstandelijke en emotionele ontwikkeling als individu en als lid van de samenleving.
Ze heeft als doel om bij te dragen aan de ontwikkeling van een betere samenleving,
doordat door middel van deze ondersteuning in hun persoonlijkheidsontwikkeling, jonge scouts gedurende hun leven een constructievere rol in de samenleving zouden gaan aannemen.
De scoutingmethode is ingebouwd in het jeugdspel "Scouting for Boys". Dit spel kon door iedere jeugdvereniging worden gebruikt, maar werd uiteindelijk vooral in de eigen jeugdbeweging scouting uitgevoerd.
De scoutmethode is gebaseerd op 7 basiselementen.
1. Volwassen ondersteuning
2. Persoonlijke progressie
3. Symbolisch raamwerk
4. Wet en belofte
5. Teamsysteem
6. Leren door te doen
7. Buitenleven

De methode is op hetzelfde principe gebaseerd als het montessorionderwijs. Daar worden de principes gebruikt worden voor het leren van vaardigheden en bij de scoutmethode voor de vorming van het karakter. Maria Montessori beschouwde scouting daarom als de opvolger voor oudere kinderen van haar lesmethode.

## Kenmerken
De scoutingmethode steunt volledig op het principe dat het karakter van een jonge scout nog makkelijk te beïnvloeden is in de tijd dat deze scout nog roodgloeiend van enthousiasme is en dat het karakter van jonge scout's tot de juiste vorm gesmeed kan worden door hun positieve persoonlijkheidskenmerken aan te moedigen en te stimuleren zodat zij zichzelf zullen gaan opvoeden tot een goed mens en een waardevol burger van de gemeenschap te worden.
- De methode werkt natuurlijk en onbewust. Natuurlijk op de manier dat het de natuurlijke drijfveren volgt van de scout en onbewust in de zin dat de scout zich niet bewust is van de opvoeding, dus zonder te "preken". Dit gebeurt in de vorm van een opwindend spel, waar de scout tegelijk van leert.[3]
- De principes van de methode zijn een doel. Het is dus niet zozeer de bedoeling dat de idealen werkelijk gehaald worden, zolang ze maar hoog zijn en ernaartoe wordt gewerkt, zover als praktisch haalbaar is.[4]
- De scoutingmethode definieert de rol van de leider. Volgens Baden-Powell moest dit geen schoolmeester zijn of commanderende officier, maar meer als een oudere broer tussen de jongens. Scoutingleiders moeten meer begeleiden dan leiden. Het voorbeeld van de leider is daarbij belangrijk, omdat hij een rolmodel is. Volgens Baden-Powell telt voor de scouts wat een leider doet en niet zozeer wat hij zegt.[5]

"Ik had de positie van scoutsleiding zo bepaald dat deze noch geleek op deze van een schoolmeester noch op die van bevelhebber, maar eerder die van een oudere broer/zus onder zijn leden, niet afstandelijk of boven hen, maar zelf deelnemend aan hun activiteiten en delend in hun enthousiasme, en zo in de positie te zijn om hun elk individueel te kennen en in staat te zijn om hun te inspireren in hun daden en nieuwe afleidingen/uitdagingen voor te stellen wanneer 'zijn vinger op hun pols' vertelde dat de aandacht van enige hedendaagse gekte hun begon weg te leiden (van het doel van scouting)"
- De praktische uitvoering wordt door de leider bepaald naar wat hij denkt dat lokaal succesvol is. De methode werkt dus gedecentraliseerd, zonder van boven vastgelegde voorschriften. De methode is wel verplicht.[7]
- Scouting verbiedt geen slechte gewoonten maar geeft in de plaats daarvan meer opwindende, betere alternatieven die de aandacht van de scout trekken en hem langzaam de oude gewoonte doen vergeten. Volgens Baden-Powell daagt een verbod juist de actieve scout uit om het te overtreden. Een jongen wordt niet gedreven door verboden maar geleid door wat je wel moet doen. De scoutingwet is daarom geen lijst verboden, maar regels die aangeven wat goed is.[8]
- De scoutmethode gaat op een praktische manier met religie om: door natuurstudie (zien wat God is) en door anderen te helpen (doen wat God wil). Volgens Baden-Powell was dit onderdeel van alle religies. De methode is daarmee niet specifiek christelijk maar staat open voor alle levensbeschouwingen.[9]
- Een methode om hulp aan anderen op een praktische manier te leren was te proberen iedere dag een goede daad doen. De bedoeling was niet de daad zelf, die klein kon zijn, maar om de scout te leren op te letten of hij iemand helpen kon.[10]
- Scouts zijn georganiseerd in patrouilles, groepjes van 5-7 scouts, omdat dit de natuurlijke manier is waarmee jongens samenwerken. Een van hen is de leider en een ander zijn helper. Patrouilles blijven onder alle omstandigheden samen: in het kamperen, koken, zeilen, slapen (in een eigen tent) en deelnemen aan spelen en wedstrijden. Een aantal patrouilles, meestal vier, vormen samen een troep. In zo'n groepje leert de jongen samen te werken terwijl de patrouilleleider verantwoordelijkheid leert voor anderen. Beide moeten hiervoor een deel van hun eigenbelang inleveren.
- Het individu staat vooraan, niet de groep. Een jongen heeft binnen de groep zijn eigen identiteit. De groep dient vooral als een leerschool voor het individu.[11]
- Een scout moet leren zijn eigen beslissingen te nemen, zonder blindelings zijn vrienden of leiders te volgen als in een kudde. In Baden-Powells visie maakte dit van een jongen een man. Baden-Powell beschreef dit symbolisch als roeien in een kano: met je gezicht naar de toekomst en zelf roeien en sturen. Niet als in een roeiboot, met je rug naar waar je heen gaat, geroeid door anderen en iemand anders aan het roer.[12]
- Scouting leert dit door scouts in een uitdagende omgeving te brengen zonder hulp in de directe omgeving. Daarom is scouting gebaseerd op een volwassen, avontuurlijk buitenleven.[13]
- Verantwoordelijkheid en uitdagingen geven aan de scout is de hoeksteen van de scoutmethode. De patrouille is daarom vrijwel zelfstandig terwijl de patrouilleleiders de troep besturen in een eigen raad.[14]
- Opleiding binnen scouting:
  - moet de scouts de ambitie geven om zelf te leren, wat meer waarde heeft dan instructie door leiders. Hiervoor is er een keus uit diverse activiteiten die voor ieder individu interessant is.[15]
  - is niet-competitief. Scouts moeten leren omdat ze het onderwerp leuk vinden, niet alleen om beter te zijn dan anderen.[16]
  - is individueel. Het doel is niet de kwaliteit van de groep, maar iedereen moet op zijn eigen niveau vooruitkomen. Voor het halen van een insigne geldt daarom vooral de moeite die een scout daarvoor heeft gedaan en niet het behalen van een hoog, vast niveau. Insignes zijn bedoeld als een eerste stap om interesse te kweken, waarna de scout zelf verdergaat als hij het leuk vindt. De eisen zijn daarom niet hoog en zijn globaal omschreven.[17]
- Opleiding bestaat uit twee delen:
  - Insignes, die bedoeld zijn om de scout kennis te laten maken met een activiteit die later zijn werk of hobby zou kunnen worden. Daarom zijn er veel verschillende insignes, die vaak niets met scouting te maken hebben.
  - Klasse-insignes, waar in diverse stappen de scout de verschillende technieken leert die bij het scoutingspel nodig zijn. De uiteindelijke test is het maken van een eigen tocht waarin hij zijn onafhankelijkheid laat zien.
- Scouting speelt in op de verbeelding van de scout, zoals het leven in de fantasiewereld van avonturiers, pioniers, zeilers en vliegers. De scout identificeert zich met de kwaliteiten van zijn helden. Baden-Powell bouwde in scouting een soms vreemde, theatrale omgeving, door woorden met een aparte betekenis, yells, rituelen en liederen. Het uniform is daar ook een onderdeel van.[18]
- Alhoewel Baden-Powell sommige militaire onderdelen en namen overnam, was Scouting opgezet als een niet-militair spel. Volgens hem zou het militaire de scouts gaan vervelen terwijl ouders er bezwaar tegen hadden. Belangrijk was ook dat de militaire opleiding in conflict kwam met de scoutmethode met zijn nadruk op zelfstandigheid, waarbij het individu belangrijker is dan de groep. Drillen en marcheren was dus verboden. Scouting is daarom gebaseerd op de wereld van (burgerlijke) pioniers en verkenners in de natuur.[19]